# وارد هوكينز
وارد هوكينز (بالإنجليزية: Ward Hawkins)‏ (29 ديسمبر 1912، فانكوفر في كندا - 22 ديسمبر 1990، فيلادلفيا في الولايات المتحدة)؛ كاتب سيناريو وروائي أمريكي.

## روابط خارجية
- وارد هوكينز على موقع IMDb (الإنجليزية)
- وارد هوكينز على موقع قاعدة بيانات الفيلم (الإنجليزية)